# Unshackled!
Unshackled! es un radioteatro estadounidense producido por Pacific Garden Mission en Chicago, Illinois. Se emitió por primera vez en 1950. Es el radioteatro con mayor duración en antena del mundo, y uno de los pocos producidos en los Estados Unidos. El programa se emite más de 6500 veces alrededor del mundo cada semana en más de 1550 estaciones, siendo recreado en siete idiomas. Hasta 2006, se habían producido más de 2800 episodios. Todos duran 30 minutos.  
Cada episodio dramatiza el testimonio de alguien convertido a la fe cristiana, a veces debido una visita a Pacific Garden Mission o por haber escuchado Unshackled! en la radio. El programa hace uso extensivo del órgano electrónico como música y como puente entre escenas.
Los episodios de la serie incluyen historias como la del gran beisbolista convertido al evangelismo, Billy Sunday, o la del banquero convertido en indigente, Dominic Mance. El elenco del programa incluye figuras de la era dorada de la radio, como Bob O'Donnell, Jack Bivens y Russ Reed.    